# Paola Pozzoni
Paola Alessandra Pozzoni (Lecco, 17 agosto 1965) è un'ex fondista italiana.

## Biografia
Nata a Lecco nel 1965, a 18 anni ha partecipato ai Giochi olimpici di Sarajevo 1984, in tre gare: la 5 km, chiusa al 33º posto in 18'51"9, la 10 km, conclusa in 34ª posizione con il tempo di 35'30"8, e la staffetta 4x5 km, con Klara Angerer, Guidina Dal Sasso e Manuela Di Centa, dove è arrivata 9ª in 1h11'12"3.
Nel 1987 ha preso parte ai Mondiali di Oberstdorf, nella staffetta 4x5 km, insieme a Guidina Dal Sasso, Manuela Di Centa e Bice Vanzetta, terminando in 5ª posizione in 1h00'07"7.
Ai campionati italiani ha vinto 1 oro, 2 argenti e 5 bronzi, tra 5 km, 10 km e 20 km.